# Valeska Gert
Valeska Gert (11 de enero de 1892-c. 16 de marzo de 1978) fue una bailarina, mimo, artista de cabaret y actriz alemana. Artista pionera de performance se dice de ella que sentó las bases y allanó el camino para el movimiento punk.

## Primeros años y carrera
Gertrud Valesca Samosch nació en Berlín en el seno de una familia judía. Era la hija mayor del fabricante Theodor Samosch y Augusta Rosenthal. Nunca mostró interés en lo académico o el trabajo de oficina, comenzó a tomar lecciones de baile a la edad de nueve años. Esto, y su amor por la moda ornamentada, la llevaron a desarrollar una carrera en danza y performance. En 1915, estudió interpretación con Maria Moissi y danza con Rita Sacchetto.
La Primera Guerra Mundial tuvo un efecto negativo sobre las finanzas de su padre, obligándola a depender de sí misma mucho más de lo que normalmente lo harían otras hijas burguesas. Mientras se desarrollaba la Primera Guerra Mundial, Gert se unió a un grupo de danza berlinés y creó una revolucionaria danza satírica. Después de actuar en el Deutsches Theatre y en el Tribüne de Berlín, Gert fue invitada a participar en algunas obras expresionistas de técnica mixtaen las noches de arte dadaístas. Sus actuaciones en Hiob (1918) de Oskar Kokoschka, Transformation (1919) de Ernst Toller y Franziska de Frank Wedekind le hicieron ganar popularidad.
En la década de 1920, Gert estrenó una de sus obras más provocativas, titulada "Pausa". Realizada entre carretes en los cines de Berlín, tenía la intención de llamar la atención sobre la inactividad, el silencio, la serenidad y la quietud en medio de todo el movimiento y el caos de la vida moderna. Subió al escenario y literalmente se quedó allí parada. "Fue tan radical subir al escenario del cine y que estuviera allí sin hacer nada", dijo Wolfgang Mueller. Gert comenzó a actuar en el Munich Kammerspiele. En la década de 1920, otras actuaciones progresivas de Gert incluyeron boxear, bailar un accidente de tráfico, o morir. Era revolucionaria y radical y nunca dejó de sorprender y fascinar simultáneamente a su público. En 1922, cuando bailó un orgasmo en Berlín, el público llamó a la policía.
Durante este tiempo, actuó en el cabaret Schall und Rauch.  Gert también lanzó una gira con sus propios bailes, incluyendo títulos como Dance in Orange, Boxing, Circus, Japanese Grotesque, Death y Whore. Además, contribuyó con artículos para revistas como Die Weltbühne (The World Stage) y Berliner Tageszeitung (Berline Daily News).
En 1923, Gert centró más su trabajo en la actuación cinematográfica que en la actuación en vivo; actuando con Andrews Engelmann, Arnold Korff y otros. En 1925 actuó en Joyless Street de GW Pabst, en 1929 Diary of a Lost Girl y en 1931 The Threepenny Opera. A fines de la década de 1920, volvió a los escenarios con piezas que enfatizaban Tontänze (Danzas sonoras), que exploraban la relación entre movimiento y sonido.
Gert podía ser alternativamente grotesca, intensa, burlona, patética o furiosa, actuando con una intensidad anárquica y una valentía artística que la asoció con los dadaístas. Valeska Gert estudió los límites de las convenciones sociales y luego expresó con su cuerpo las ideas que obtuvo de sus estudios.

## Exilio

### Londres
En 1933, la herencia judía de Gert hizo que fuera expulsada de los escenarios alemanes. Su exilio de Alemania la llevó a Londres por un tiempo, donde trabajó tanto en teatro como en cine. En Londres, trabajó en el cortometraje experimental Pett and Pott, que durante mucho tiempo fue su última película. Mientras estaba en Londres, se casó con un escritor inglés, Robin Hay Anderson, su segundo matrimonio.

### Estados Unidos
En 1938 emigró a los Estados Unidos en donde fue acogida por una comunidad de refugiados judíos. Encontró trabajo lavando platos y haciéndose pasar por modelo nudista. Este mismo año contrató a Georg Kreisler, de 17 años, como pianista de ensayo para seguir centrándose en el trabajo de cabaret. En 1941, ya había abierto el Beggar Bar en Nueva York. Era un cabaret/restaurante que estaba lleno de muebles que no hacían juego entre sí. Julian Beck, Judith Malina, y Jackson Pollock trabajaron para ella. Tennessee Williams también trabajó para ella durante un corto espacio de tiempo como ayudante de camarero; fue despedido al negarse a juntar sus propinas. Gert había comentado que su trabajo era "tan descuidado".
En 1944, Gert se había mudado a Provincetown, Massachusetts, donde abrió Valeska's. Allí se reunió con Tennessee Williams; a quien contó una historia sobre una enana de 70 años que había contratado, Mademoiselle Pumpernickel, se ponía celosa cada vez que Gert subía al escenario. Durante este período, fue citada a la corte de Provincetown por tirar basura por la ventana y no pagarle a una pareja de baile. Llamó a Williams como testigo de carácter quien testificó, a pesar de que ella lo había despedido. Le dijo a sus amigos que ella "simplemente le gustaba".

### Regreso a Europa
En 1947 regresó a Europa. Después de una estancia en París y en Zúrich se trasladó al Berlín Ocupado, donde abrió el cabaret Hexenküche (Cocina de brujas) en 1948. Después abrirá Ziegenstall (Cobertizo de cabras) en la isla de Sylt. En la década de 1960 reaparició en el cine. En 1965, tuvo un papel en Julieta de los espíritus de Fellini, su éxito la llevó a promocionarse entre los jóvenes directores alemanes en la década de 1970. Durante este período, actuó en la serie de televisión Eight Hours Don't Make a Day de Rainer Werner Fassbinder y en la película Coup de Grâce de Volker Schlöndorff de 1976.

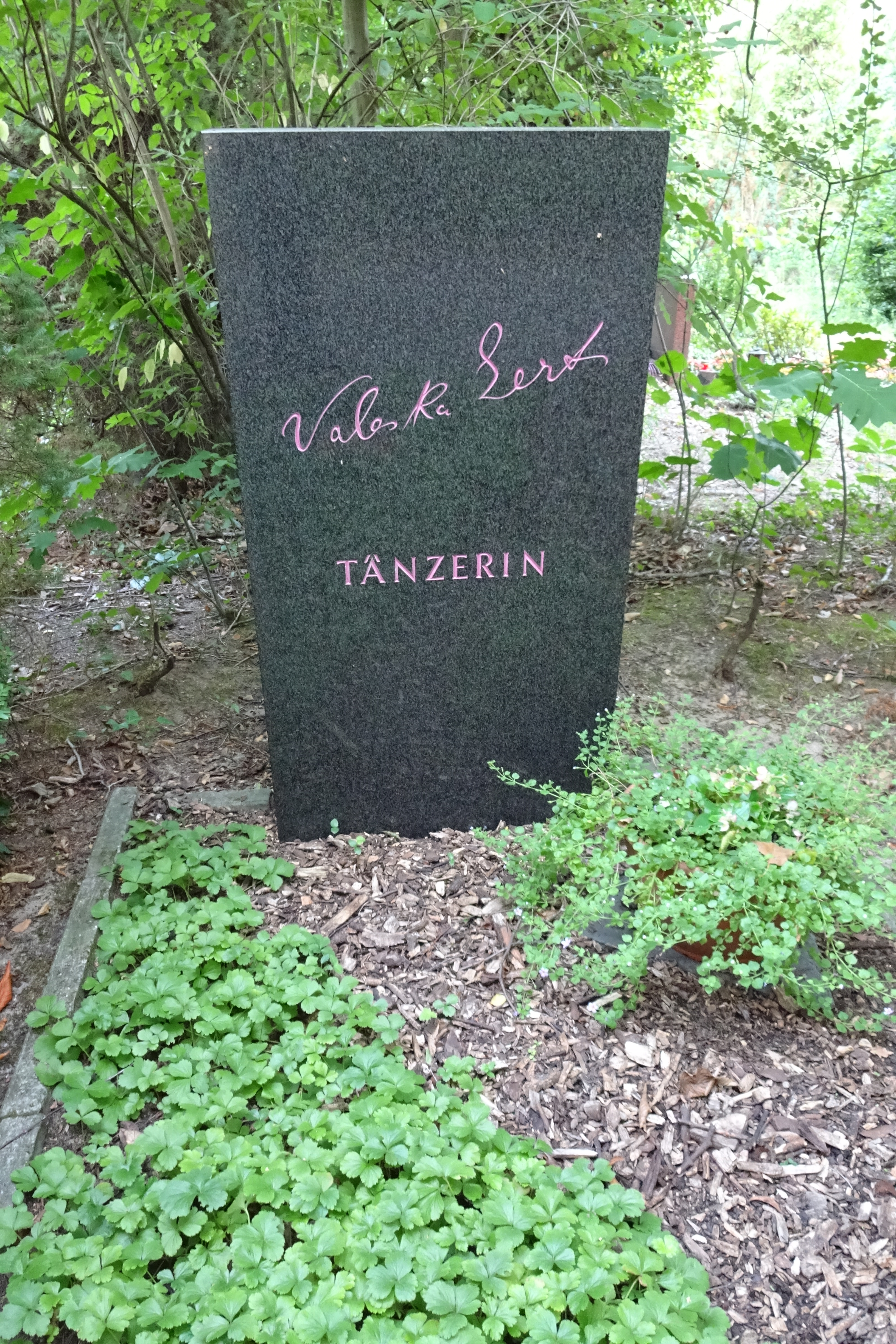
Tumba en un cementerio de la ciudad de Berlín.

En 1978, Werner Herzog la invitó a interpretar al agente inmobiliario Knock en su nueva versión del clásico Nosferatu de Murnau. Firmaron el contrato el 1 de marzo, pero ella falleció dos semanas después, antes de que comenzara el rodaje. El 18 de marzo de 1978, vecinos y amigos de Kampen, Alemania, informaron que hacía cuatro días que no la habían visto. Cuando forzaron la puerta, acompañados de la policía, estaba muerta. Se cree que murió el 16 de marzo. Tenía 86 años. En 2010, el arte de Valeska Gert se presentó en el Museo de Arte Contemporáneo de Berlín Hamburger Bahnhof, en una exposición titulada Pause. Bewegte Fragmente (Pausa. Fragmentos en movimiento). Los curadores Wolfgang Müller de la banda de arte punk Die Tödliche Doris (The Deadly Doris) y el historiador de arte An Paenhuysen incluyeron un video titulado Baby que muestra a Gert actuando. Baby había sido desconocido hasta este momento. Fue grabado por Erich Mitzka en 1969.[cita requerida]

## Filmografía

### Cine mudo
- 1918: Colomba (Alemania, director: Arzén von Cserépy)
- 1925: Wood Love (Alemania, director: Hans Neumann) - Puck
- 1925: Joyless Street (Alemania, director: Georg Wilhelm Pabst ) - Frau Greifer (sin acreditar)
- 1926: Nana (Alemania / Francia, director: Jean Renoir según Émile Zola ) - Zoe - la femme de chambre
- 1928: Alraune (Alemania, director: Henrik Galeen, basado en Hanns Heinz Ewers ) - Ein Mädchen von der Gasse
- 1929: Der Tod ( Película experimental ) (Alemania, director: Carl Koch ("Totentanz", parte de La lección de Baden-Baden sobre el consentimiento de Brecht )
- 1929: Diario de una niña perdida (Alemania, director: Georg Wilhelm Pabst, nach Margarete Böhme ) - La esposa del director
- 1930: Así es la vida ( Takový je život ) (Alemania / Checoslovaquia, director: de ) - Camarera
- 1930: Los hombres del domingo (Alemania, director: Robert Siodmak, Rochus Gliese, Edgar G. Ulmer ) - Ella misma

### Cine sonoro
- 1931: The Threepenny Opera (Alemania, director: Georg Wilhelm Pabst ) - Sra. durazno
- 1934: Pett and Pott (Cortometraje, Reino Unido, director: Alberto Cavalcanti ) - La criada
- 1939: Rio (Reino Unido, director: John Brahm) - Especialidad (sin acreditar)
- 1965: Giulietta degli spiriti (Italia/Francia/Alemania Occidental, director: Federico Fellini ) - Pijma
- 1966: La Bonne dame (Francia, Director: Pierre Philippe)
- 1973: Ocho horas no hacen un día (Serie de TV, Episodio: "Franz und Ernst", Alemania Occidental, director: Rainer Werner Fassbinder ) - Die andere Oma
- 1975: Die Betörung der blauen Matrosen (Alemania Occidental, directora: Ulrike Ottinger ) - Ein alter Vogel
- 1976: Coup de Grâce (Alemania Occidental / Francia, director: Volker Schlöndorff ) - Tante Praskovia (papel final de la película)
- 1977: Nur zum Spaß, nur zum Spiel - Kaleidoskop Valeska Gert (Documental, Alemania Occidental, director: Volker Schlöndorff )

## Premios
- 1970: Filmband in Gold por su trayectoria en el cine alemán
- 2004: Honrada con una estrella en el Paseo de la Fama de Cabaret en Maguncia